# Włodzimierz Brühl

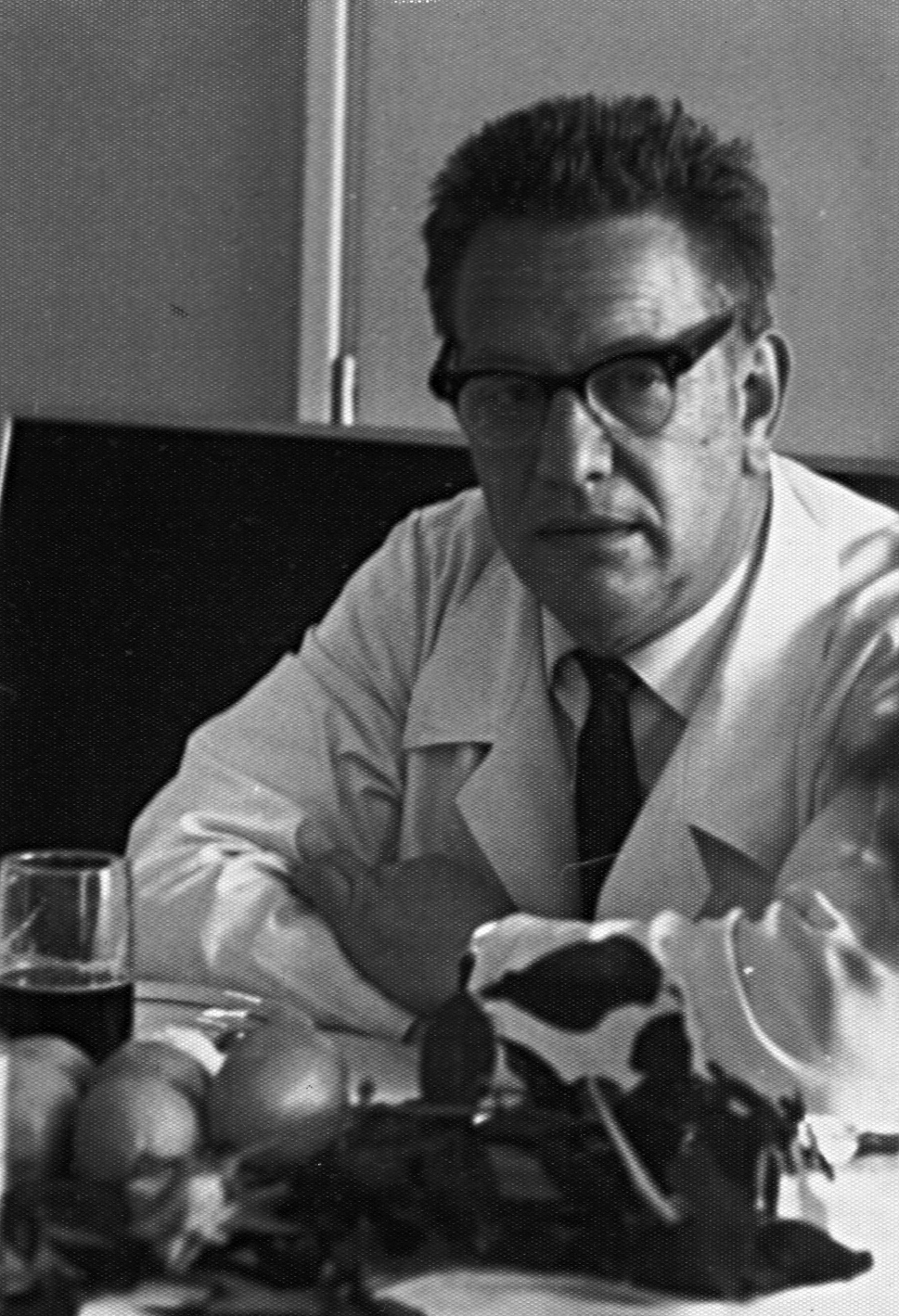
Prof. dr. hab. med. Włodzimierz Brühl

Włodzimierz Brühl (ur. 11 grudnia?/24 grudnia 1913 w Sankt Petersburgu, zm. 22 grudnia 2004 w Warszawie) – polski lekarz reumatolog, prof. dr hab. medycyny, współtwórca polskiej reumatologii.

## Życiorys
Syn Mikołaja (ur. 1882) i Nadziei Riabincew. Absolwent białostockiego gimnazjum imienia Króla Zygmunta Augusta (matura 1931) oraz Uniwersytetu im. Stefana Batorego w Wilnie (1938). Należał do Polskiej Korporacji Akademickiej Śniadecja w Wilnie, której w 1936 był Marszałkiem (Prezesem).
Uczestnik obrony z września 1939. Ciężko ranny podczas nalotu na pociąg sanitarny.
Od 1961 do 1973 dyrektor Instytutu Reumatologii a następnie wieloletni kierownik Kliniki Chorób Narządu Ruchu. W 1973 uzyskał tytuł profesora nauk medycznych. Członek Honorowy Polskiego Towarzystwa Reumatologicznego.
Opublikował przeszło 85 prac naukowych i podręczników.
Był mężem lekarki Aleksandry z Marjańskich (1917–2003).
Zmarł w Warszawie, pochowany na cmentarzu Powązkowskim (kwatera 20-2-14,15).

## Ordery i odznaczenia
- Krzyż Komandorski Orderu Odrodzenia Polski
- Krzyż Kawalerski Orderu Odrodzenia Polski
- Medal 10-lecia Polski Ludowej (13 stycznia 1955)[6]
- Odznaka honorowa „Za wzorową pracę w służbie zdrowia”[7]